# Lucas Gaday
Lucas Manuel Gaday Orozco, noto semplicemente come Lucas Gaday (Buenos Aires, 20 febbraio 1993), è un ciclista su strada argentino che gareggia per il Dolores Cycles Club. Attivo in formazioni UCI dal 2013, nel 2015 ha vinto il Gran Premio della Liberazione a Roma.

## Palmarès
- 2015 (Unieuro Wilier Triestina, una vittoria)

Gran Premio della Liberazione
- 2022 (Equipo Continental San Luis, una vittoria)

1ª tappa Vuelta a Formosa Internacional (Laguna Blanca > Formosa)

### Altri successi
- 2023 (Rower San Luis Continental)

1ª tappa Vuelta al Valle (Allen > Allen)
- 2024 (Dolores Cycles Club)

4ª tappa Vuelta al Chaná (Mercedes > Mercedes)

## Piazzamenti

### Competizioni mondiali
- Campionati del mondo su strada

Ponferrada 2014 - In linea Elite: ritirato
Richmond 2015 - In linea Under-23: 8º